# Карл Вільгельм фон Негелі
Карл Вільгельм фон Негелі (нім. Carl Wilhelm von Nägeli, 27 березня 1817 — 10 травня 1891) — швейцарський ботанік. Він досліджував поділ клітини та запилення, але став відомим як людина, яка відмовила Грегора Менделя від подальшої роботи над генетикою. Він відкидав природний добір як механізм еволюції, віддаючи перевагу ортогенезу, керованому нібито «принципом внутрішнього вдосконалення».

## Біографія
Негелі народився у Кільхбергу поблизу Цюриха, вивчав медицину у Цюріхському університеті. Починаючи з 1839 року вивчав ботаніку під керівництвом Огюстена Декандоля у Женевському університеті, у 1840 році завершив роботу над дисертацією в Цюріху. Маттіас Шлейден скерував його увагу на мікроскопічні дослідження рослин. У 1858 році Негелі запровадив термін «меристематична тканина».
Незабаром після закінчення навчання він став приват-доцентом, а згодом екстраординарним професором Цюріхського університету; пізніше його покликали створити кафедру ботаніки у Фрайбурзькому університеті; у 1857 році він отримав посаду професора у Мюнхенському університеті Людвіга — Максиміліана, де він працював аж до своєї смерті у 1891 році.

## Внесок у науку
Вважається, що Негелі у 1842 році вперше спостерігав поділ клітини під час утворення пилку. Однак це заперечує Генрі Харріс, який пише: «Те, що Негелі бачив і не бачив у рослинному матеріалі приблизно в той самий час як і Роберт Ремак, є дещо незрозумілим... Я приходжу до висновку... що, на відміну від Ремака, він не спостерігав ядерного поділу... очевидно, що Негелі у 1844 році не мав жодного уявлення про важливість ядра в житті клітини».
У 1857 році Негелі вперше описав мікроспоридії, збудника пебринної хвороби у шовкопрядів, яка історично спустошила шовкову промисловість у Європі.
Серед інших його внесків у науку була серія праць уZeitschrift für wissenschaftliche Botanik (1844–1846); Die neueren Algensysteme (1847); Gattungen einzelliger Algen (1849); Pflanzenphysiologische Untersuchungen (1855–1858), разом із Карл Едуард Крамер; Beiträge zur wissenschaftlichen Botanik (1858–1868); низка статей, надісланих до Королівської баварської академії наук, які утворили три томи Botanische Mitteilungen (1861–1881); і книга 1884 року Mechanisch-physiologische Theorie der Abstammungslehre. Проте сьогодні Негелі найбільше відомий своїм контраверсійним листуванням (у 1866–1873 роках) з Грегором Менделем щодо знаменитої роботи останнього про «горох посівний».
Письменник Саймон Мавер у своїй книзі «Gregor Mendel: planting the seeds of genetics» (2006) розповідає про листування Негелі з Менделем, підкреслюючи, що в той час, коли відбувалася переписка, Негелі «мабуть готував свою велику працю під назвою «Механіко-фізіологічна теорія органічної еволюції» (Mechanisch-physiologische Theorie der Abstammungslehre), яка була опублікована в 1884 році, в рік смерті Менделя. В цій книзі він пропонує концепцію «ідіоплазми» як гіпотетичного передавача успадкованих ознак». Мавер зазначає, що у Негелі немає жодної згадки про роботу Грегора Менделя. Це спонукало його написати: «Ми можемо пробачити фон Негелі тупість і зарозумілість. Ми можемо пробачити йому невігластво вченого того часу, який насправді не мав обладнання, щоб зрозуміти значення того, що зробив Мендель, незважаючи на той факт, що він (фон Негелі) широко міркував про спадковість. Але пропуск роботи Менделя в його книзі не можна вибачити».
Негелі та Гуго фон Моль були першими вченими, які у в 1846 році відрізнили клітинну стінку від внутрішнього вмісту, який був названий протоплазмою. Негелі вважав, що клітини отримують свої спадкові ознаки з частини протоплазми, яку він назвав ідіоплазмою. Негелі був прихильником ортогенезу та противником дарвінізму. Він розробив «принцип внутрішнього вдосконалення», який, на його думку, керував еволюцією. Він писав, що багато еволюційних процесів були неадаптивними, а варіації були внутрішньо запрограмованими.
Також Негелі ввів терміни «меристема», «ксилема» та «флоема» (усі в 1858 році), у 1846 році разом із Вільгельмом Гофмейстером запропонували «Теорію апікальної клітини», яка мала на меті пояснити походження та функціонування апікальної меристеми пагона у рослин.